# Кротон слабительный
Крото́н слаби́тельный (лат. Cróton tíglium) — растение семейства Молочайные (Euphorbiaceae), типовой вид рода Кротон.

## Распространение и среда обитания
Произрастает в Индии, Малайзии, Мьянме и на Шри-Ланке. Культивируется в пределах своего ареала, а также в Южном Китае, Занзибаре и на Яве.

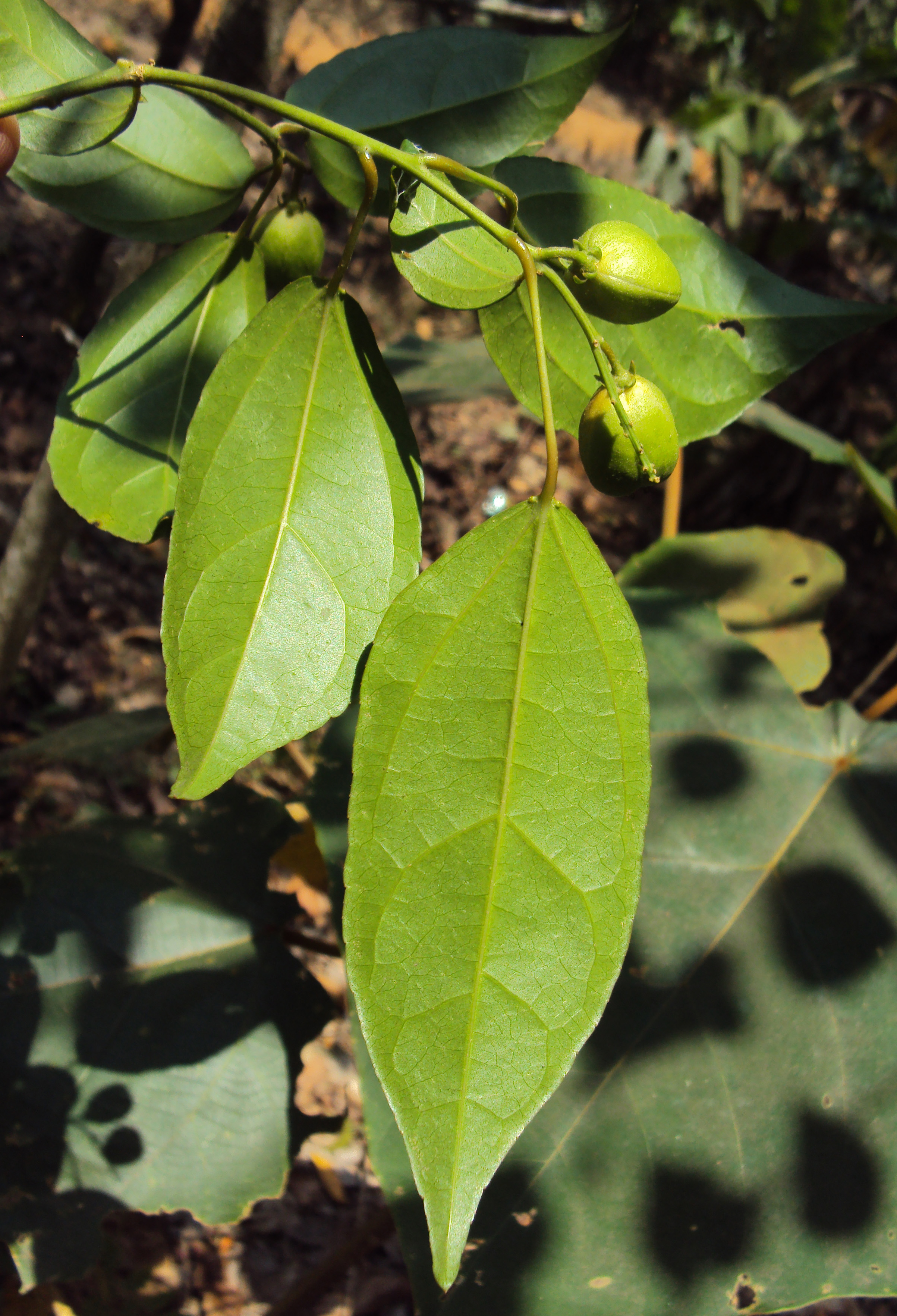
Листья и плоды

## Биологическое описание
Кротон слабительный — маленькое дерево или кустарник с продолговато-яйцевидными зазубренными листьями.
Цветки собраны в верхушечные кисти.
Плод — трёхгранная коробочка с тремя семенами с ровной жёлто-бурой поверхностью.

## Хозяйственное значение и применение
Лекарственным сырьём являются семена кротона, из которых экстрагированием получают жирное масло (лат. Oleum Crotonis), содержание которого в семенах составляет 50—60 %. Масло состоит из триглицеридов олеиновой, линолевой и миристиновой кислот. Однако его сильное слабительное действие обусловлено диэфирами дитерпенового спирта карбола и жирных кислот с длинной углеводородной цепью (C8, C10, C12, C14), а также уксусной кислотой и специфичными для данного масла кротоновой и тиглиновой кислотами.
Ядовитость семян и их сильное слабительное действие обусловлены токсальбумином и ядовитой смолой, которые переходят в жирное масло.
Кротоновое масло — сильное слабительное средство. В большем количестве оно вызывает рвоту и воспаление желудочно-кишечного тракта. Двадцать капель уже смертельны. Нанесение этого масла на кожу вызывает воспаление с образованием пузырей.
Листья растения в народной медицине употребляют при змеиных укусах.
Листья используют для глушения рыбы.
Сок листьев и водную вытяжку коры используют в качестве яда для стрел.

## Ботаническая классификация

### Синонимы
На основе базы данных The Plant List:
- Croton acutus Thunb.
- Croton birmanicus Müll.Arg.
- Croton camaza Perr.
- Croton himalaicus D.G.Long
- Croton jamalgota Buch.-Ham.
- Croton muricatus Blanco, nom. illeg.
- Croton officinalis (Klotzsch) Alston
- Croton pavana Buch.-Ham.
- Halecus verus Raf.
- Kurkas tiglium (L.) Raf.
- Oxydectes birmanica (Müll.Arg.) Kuntze
- Oxydectes blancoana Kuntze
- Oxydectes pavana (Buch.-Ham.) Kuntze
- Oxydectes tiglium (L.) Kuntze
- Tiglium cumingii Klotzsch
- Tiglium lanceolatum Klotzsch
- Tiglium officinale Klotzsch
- Tiglium pubescens Klotzsch
- Tiglium subincanum Klotzsch